# Takaungu
Takaungu este un oraș din Kenya. Majoritari sunt musulmanii Swahili. Principala activitate economică este pescuitul.